# 井上法子
井上 法子（いのうえ のりこ、1990年7月26日 - ）は、日本の歌人、詩人。

## 経歴
福島県いわき市出身。福島県立磐城高等学校在学中の17歳のとき、塚本邦雄の歌に出会い作歌をはじめ、福島県文学賞（短歌部門）で青少年奨励賞を受賞。明治大学文学部入学後、早稲田短歌会に入会。また詩も執筆し、福島県文学賞（詩部門）奨励賞を受賞。立教大学大学院文学研究科比較文明学専攻修士課程を経て、2020年現在は東京大学大学院総合文化研究科博士課程に在学（休学中）。
2013年、「永遠でないほうの火」30首で第56回短歌研究新人賞次席。2015年、第一歌集『永遠でないほうの火』刊行。2019年から2020年まで、現代詩手帖にて短歌時評を担当。

## 著作

### 単著
- 『永遠でないほうの火』、2016年6月20日、書肆侃侃房、ISBN 978-4-86385-223-5
- 『すべてのひかりのために』、2024年12月3日、書肆侃侃房、ISBN 978-4-86385-651-6

### アンソロジー
- 山田航編『桜前線開架宣言　Born after 1970 現代短歌日本代表』、2015年12月25日、左右社、ISBN 978-4-86528-133-0